# Heimenhausen
Heimenhausen (toponimo tedesco) è un comune svizzero di 1 115 abitanti del Canton Berna, nella regione dell'Emmental-Alta Argovia (circondario dell'Alta Argovia).

## Geografia fisica
Heimenhausen ha una superficie di 5,9 km²; di questi circa il 53% è utilizzato per scopi agricoli, il 35% è zona boschiva, il resto è edificato, coperto da acque o inutilizzato.

## Storia
La prima menzione di Heimenhausen risale al 1356. Il 1º gennaio 2009 ha inglobato i comuni soppressi di Röthenbach bei Herzogenbuchsee e Wanzwil.

## Società

### Evoluzione demografica
La popolazione è composta principalmente da adulti tra i 20 ed i 64 anni; oltre l'80% della popolazione ha conseguito il diploma o riconoscimenti superiori. L'evoluzione demografica è riportata nella seguente tabella:
Abitanti censiti

### Lingue e dialetti
La lingua più diffusa della zona è il tedesco, seguito dal serbocroato e dal francese.

## Geografia antropica

### Frazioni
Le frazioni di Heimenhausen sono:
- Beundenacker
- Röthenbach bei Herzogenbuchsee[3]
  - Oberfeld
- Schwerzi
- Wanzwil[4]

## Amministrazione
Ogni famiglia originaria del luogo fa parte del cosiddetto comune patriziale e ha la responsabilità della manutenzione di ogni bene ricadente all'interno dei confini del comune.